# Ganthier
Ganthier (haitianisch-kreolisch: Gantye) ist eine Gemeinde im Département Ouest von Haiti.

## Geschichte
Das Gebiet um das spätere Ganthier wurde ab 1685 von Franzosen besiedelt, die hier Viehzucht betrieben.
Während der Zeit der französischen Kolonisation war Ganthier ein Stadtteil von Croix-des-Bouquets. Später wurde es Teil von Thomazeau. Im Jahr 1926 erhielt die Siedlung den Status einer Gemeinde.
Ganthier umfasste zunächst sechs Gemeindeteile und einen Bezirk: Galette-Chambon, Balan, Thoman, Pays Pourri, Mare Roseaux und Fonds-Verrettes. Im Jahr 1978 wurde Fonds-Verrettes zu einer eigenständigen Gemeinde erhoben. Im Gegenzug wurde Fond-Parisien durch ein Dekret des Präsidenten vom 9. Oktober 1978 zur 3. Sektion von Ganthier gemacht.
Während der Krise in Haiti seit 2018 war Ganthier ein Schwerpunkt der kriminellen Banden, die Ende Juli 2024 die gesamte Gemeinde kontrollierten und Einrichtungen der Staatsgewalt zerstört hatten.

## Lage
Das Zentrum von Ganthier ist rund 28 Kilometer vom Zentrum der Hauptstadt Port-au-Prince im Westen und 23 Kilometer von der Grenze zur Dominikanischen Republik bei Malpasse im Osten entfernt. Die Route Nationale RN-8 stellt die Verbindung in beide Richtungen her.
Im Norden grenzt Ganthier an die Küste des größten Sees der Insel Hispaniola, des Étang Saumâtre.

## In Ganthier geboren
- Martial Célestin (1913–2011), Politiker
- Boniface Alexandre (1936–2023), Präsident von Haiti